# 浅山一伝流
浅山一伝流（あさやまいちでんりゅう、旧字表記では「淺山一傳流」）は日本の古武道の流派の1つ。「浅山流」あるいは「一伝流」と略して呼ばれることも多い。剣術、居合、棒術、柔術、鎌などを含む総合武術である。

## 流祖について
浅山一伝流の流祖は浅山一伝斎重晨である。
『撃剣叢談』『本朝武芸小伝』等の諸書によれば、居合術流派の一伝流を開いた碓氷の丸目主水正（慶長15年（1610）- 貞享4年（1687））を遠祖とし、その弟子で影山真刀流の国家亦右衛門から浅山一伝が武術を学び、開いた流派としていた。さらに別に、浅山一伝の師は真貫流を開いた奥山左衛門大夫忠信とも、また上泉伊勢守信綱門の中村泉十郎から神陰流を学んで八天狗の一人と呼ばれた人で、幼名を三五郎と称し内蔵助重晨とも名乗ったとも伝えられていた。しかし近年、この伝承は浅山一伝一存という別人が開いた居合流派・一伝流のことを指しており、当時の著者とそれを根拠とした後世の研究者らがこの2人を混同した結果生まれた誤りという説が有力となっている。
浅山一伝流を江戸期に伝えた森戸家（後述）の伝承では、師はおらず丹波（兵庫県丹波市氷上町香良）の浅山不動尊で自得したと伝えられている。不動尊の護摩堂には福知山藩士が掲げた額が残っている。
総合武術（武者組）を伝えた江戸森戸系では武術に稀な家元制度を敷いて、参勤交代で江戸詰になっている地方の藩士に伝えたため、全国諸藩で栄えた。浅山一伝重行はこの一伝斎重晨の流系に連なる別人である。

## 歴史
江戸時代に第8代の館林藩士・森戸朝恒（初代 森戸三太夫）が江戸に道場を開き、浅山一伝流の名が広まった。森戸朝恒より流儀を継承した森戸偶太は、当時の江戸で今枝良台（理方一流開祖）、中西子武（中西派一刀流第2代）、比留川彦九郎（雲弘流第3代）と並び称されるほどの達人であったという。森戸家歴代で最も著名なのは森戸金制（森戸三太夫）である。森戸金制が目黒不動に掲げた奉納額には1600人以上の門弟の名が記されていたといい、その繁栄がうかがえる。
森戸家の墓、三休偶太の墓は、本駒込駅近くの徳源院にあり、墓誌に活躍が記されている。
現存する系統としては、剣術・居合・鎌を中心に伝えられる1系統と、柔術を中心に伝えられる2系統（仙台藩に伝承した系統と、明治以降に浅山一伝流13代を名乗って教授を行った大倉直行によって伝えられた系統）、それに広島県の坂に伝えられた棒術・捕縄術の4系統が知られている。
特に「浅山一伝流体術」と称した大倉直行の系統は永沼経行、坂井宇一郎の2人の高弟の系統に分かれて伝承されていった。永沼経行からの伝を受けた上野貴は、自身が創作した神道天心流の体系に浅山一伝流体術を採り入れ、多くの門人にこの技を伝えたので戦後に広まった。坂井宇一郎の系統は、現在は大倉伝浅山一伝流として活動している。明治時代前期に警視庁が制定した警視流木太刀形の6本目の「阿吽」と警視流立居合の1本目「前腰」は浅山一伝流から採用されている。また本間念流を開いた本間仙五郎の実家の本間家では一伝流居合を家伝として伝えていた。

## 系統
浅山一伝流は比較的古い流派であり、浅山一伝流から派生、分派やその技法の一部を導入した流派は非常に多い。浅山一伝流と応変流を学んだ三河吉田藩士の渡辺喜三太が一心流を、浅山一伝流と吉岡流・蒔山流を学んだ江畑杢衛門満眞は為我流を開いている。

### 森戸系
浅山一伝斎重行の弟子の森戸三太夫から広まった系統である。
八代目師範の森戸三太夫の弟子である浦生忠左衛門の系統から柔術を主体とした浅山別心流が出ている。
- 1.浅山一伝斉三五郎重晨
- 2.小嶋仁右衛門尉光友
- 3.仲村九兵衛尉光利
- 4.小野里新兵衛尉勝之
- 5.中田七左衛門尉政経
- 6.浅山一伝斎重行

- 森戸三太夫朝恒（浅山一伝斎重行の門人）
  - 森戸三休偶太（森戸三太夫の養子）
    - 森戸一伝金春
      - 森戸三太夫春邑（金春の長男）
      - 森戸金澄（金春の次男）
      - 森戸三太夫金鏗（金春の三男）
      - 森戸帰春金綱（金春の孫、春邑の長男）
        - 森戸三太夫金制
          - 森戸三太夫金振
            - 森戸岩雄
            - 森戸金幸

          - 津田伝教明
            - 津田一左衛門正之（津田一伝流を開く）

          - 梅田七郎治忠寄

#### 武石が伝えた系統
森戸系の浅山一伝流を学んだ梅田七郎治より下記の通りに伝わり武石兼相に至る。
- 梅田七郎治忠寄
- 梅田右平治忠謙
- 小林藤十郎
- 石川左内
- 遠山龍三郎
- 石川喜六
- 山崎房吉
- 武石兼相 - 森戸伝の他、大倉伝、無比流、為我流も学び、兼相流を創始 
  - 清水謙一郎(上板橋 常心館)
  - 最首福松（神田 勝武館）-最首昌和
  - 松本貢 - 兼相流、無比無敵流と合わせ、松道流と称した。
    - 松本保男 - 松武館道場（無比流、兼相流を併伝。松道流を継承）
      - 木村賢 - 勝武館道場（無比流、兼相流(松本伝・神田勝武館系も)、二天流、海軍高山流を併伝）

    - 正木明 - 明鏡館道場（松道流藤沢支部。新たに円流と称した）
      - 山口博明久 - 仁傳流

    - 大崎清
      - 関展秀 - 淺山一傳会（無比流居合を併伝。YouTube活動でも知られる）

#### 津田一伝流
久留米藩士・津田教明（津田伝）は森戸金制に浅山一伝流を学び、教明の子の津田正之によって津田一伝流が開かれた。

### 水戸藩
水戸藩には浅山一伝流の柔術が伝えられ、浅山一伝古流（水戸弘道館で教授された）、浅山大成流、浅山一伝新流など複数の系統に分かれて伝えられた。

### 仙台藩
仙台藩で学ばれていた系統。
桃生郡に伝わる。
- 浅山一伝斎
- 浅山清賢
- 守野入道
- 赤山大膳
- 安邊久保次郎定吉
- 浅山大膳定一
- 相澤永長斎直房
- 相澤源五郎直光
- 相澤清蔵直義
- 相澤力雄

### 淺山一傳流体術
幕末から明治にかけて、田中タモツという人物から浅山一伝流を学んだとされる大倉直行に始まる系統が、「淺山一傳流体術」という名称で現在まで伝えられている。

### 浅山一存系
淺山一傳重晨系とは別系とされているが伝承者の小島仁左衛門（小島仁右衛門）が共通しており目録の内容もほぼ同じである。
- 浅山一傳一存
  - 海野一郎右衛門
    - 金田源兵衛正利
      - 日夏弥助能忠

  - 梶原源左衛門（制剛流）
  - 伊藤長太夫次春（不伝流）
  - 小島仁左衛門吉久
    - 池尻喜兵衛兼俊

  - 山崎十右衛門祐正
    - 山崎孫太夫房長

### 制剛流
浅山一伝流は制剛流に取り入れられている。制剛流二代目の梶原源左衛門が浅山一伝一存から一伝流捕手を学び捕手術の技として制剛流に加えた。
制剛流の伝書に記されている技法と伝系は以下の通りである。
浅山一傳流捕手目録
居合
向詰、御前詰、壁添、奏者詰、四方詰
後詰、風呂詰、見當詰、腰之廻
立合
雪摺、矢倉、杦倒、十手

### 不伝流
浅山一伝一存の高弟とされる伊藤長太夫（伊藤不伝）は後に師事する不傳流剣法へ浅山一伝流の技法を取り入れ、新たに不伝流居相（居合）を確立する。松江藩に伝えられ、不昧公の時代には隆盛を極めた。